# George W. McCrary

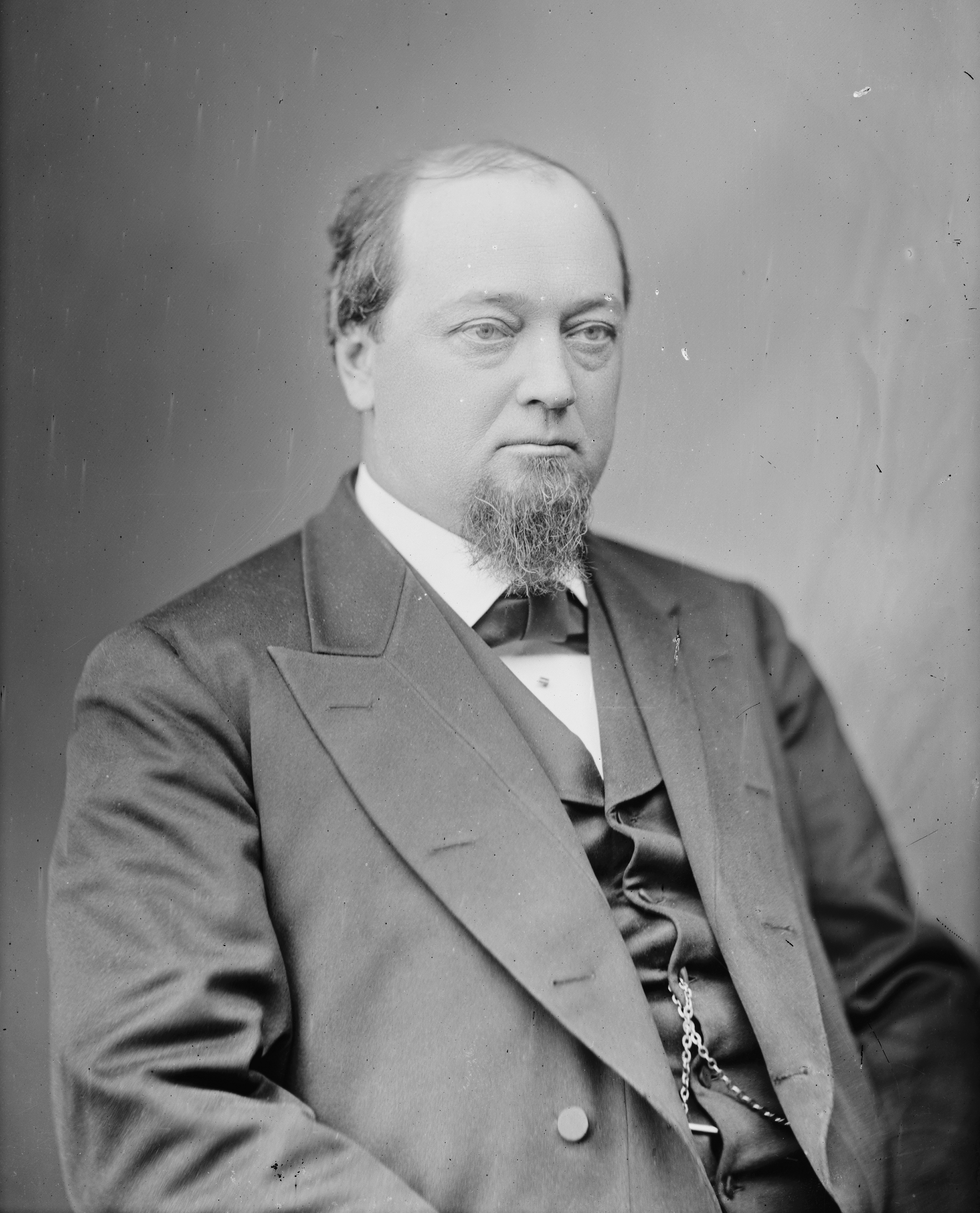
George W. McCrary

George Washington McCrary, född 29 augusti 1835 nära Evansville, Indiana, död 23 juni 1890 i Saint Joseph, Missouri, var en amerikansk republikansk politiker och jurist. Han tjänstgjorde som USA:s krigsminister under president Rutherford B. Hayes 1877-1879.
McCrary flyttade ett år gammal till Iowaterritoriet. Han studerade juridik och inledde 1856 sin karriär som advokat i Keokuk, Iowa. Han var 1857 ledamot av Iowa House of Representatives, underhuset i delstatens lagstiftande församling. Han var sedan ledamot av delstatens senat 1861-1865 och ledamot av USA:s representanthus 1869-1877. Han kandiderade inte till omval efter fyra mandatperioder. Han blev sedan utnämnd till krigsminister av president Hayes och skötte den tjänsten fram till sin avgång 10 december 1879. Han var federal domare 1880-1884 och därefter jurist för järnvägsbolaget Atchison, Topeka and Santa Fe Railroad Co.
McCrarys grav finns på Oakland Cemetery i Keokuk, Iowa.